# 10733 Georgesand
10733 Georgesand este o planetă minoră (asteroid), cu un diametru de 6,332 km, din centura de asteroizi. A fost descoperită pe 11 februarie 1988 la Observatorul European Austral de Eric Walter Elst și a fost numită după George Sand. 
Obiectul prezintă o orbită caracterizată de o semiaxă mare de 2,9042567 UAi, o excentricitate de 0,08, o înclinație de 2,98329 ° în raport cu ecliptica.